# Първа македонска война
Първата македонска война от 214 до 205 г. пр. Хр. е началото на противоборството между Рим и Македония, продължило повече от шест десетилетия.
Започва заради решението на македонския цар Филип V да разшири държавата си към Адриатика като се възползва от заетостта на Рим във Втората пуническа война. Филип сключва договор с картагенския пълководец Ханибал, нахлува в южна Илирия и застрашава Италия, но след включването на римските съюзници Етолия и Пергам (през 211 – 210 г. пр. Хр.) военните действия се водят главно в Елада.
Войната завършва с мира от Фойника. С цената на незначителни териториални отстъпки в Илирия, Рим предотвратява стъпването на Филип в Италия и разширява значително политическото си влияние в Гърция.

## Предистория

### Претенции към Илирия
В резултат от първите Илирийски войни през 229 и 219 г. пр. Хр. Рим налага протекторат по крайбрежието на днешни Албания и Черна гора. Филип V също е заинтересован от Илирия, поради събитията от 217 г. пр. Хр. Тогава на македонския цар се налага да отблъсква илирийското племе ардиеи, нахлуло в западните македонски области Пелагония и Дасаретида, начело със Скердилаид. През същата година Рим търпи голямо поражение при Тразименското езеро от Ханибал. Под влиянието на своя съветник Деметрий от Фарос Филип V прекратява войната с Етолия и се заема със завладяването на Илирия. През 216 г. пр. Хр. той организира морска експедиция до илирийска Аполония, но я прекъсва преждевременно, за да не рискува сблъсък с наближаващата римска ескадра.

### Договор между Филип V и Ханибал
Разгромът при Кана същото лято насърчава македонския цар да започне война срещу Рим в съюз с Картаген. През 215 г. пр. Хр. Филип V и Ханибал сключват договор за общи действия срещу римляните. Договорът постановява премахване на римското влияние над източното крайбрежие на Адриатика и пролива Отранто. Макар да не е изключено македонският цар да е планирал дебаркиране в Италия или Сицилия, предполагаемата клауза за директна военна помощ от Филип за Ханибал най-вероятно е измислена от римските летописци.

## Развой

### Походи и битки в Илирия
Поради залавянето на първите пратеници на Филип до Ханибал от римляните, началото на бойните действия се забавя с година. През 214 г. пр. Хр. Филип повежда нова експедиция по море и напада Аполония. Намесата на силна римска флота начело с претора Марк Валерий Левин го принуждава да вдигне обсадата и да предпочете да действа по суша. През следващите две години Филип покорява илирийските племена партини и атинтани и достига устието Дрин, печелейки голяма победа при Лисос.

### Рим привлича Етолия и Пергам
Съсредоточили повечето си ресурси срещу картагенците в Италия, Сицилия и Иберия, римляните нямат възможност да се противопоставят пряко на Филип, но привличат на своя страна противниците му на Балканите. През 211 (или 212) г. пр. Хр. Левин сключва договор с Етолийския съюз за обща война срещу Македония като обещава да помогне на етолийците да завладеят Акарнания и други съюзни на Филип области в Гърция. В следващите две години съюзниците действат успешно на Йонийските острови и в Коринтския залив. През 210 г. пр. Хр. към тях се присъединява и пергамският цар Атал I, получил от етолийците остров Егина срещу незначителна сума.
Освен Етолия и Пергам, във войната срещу Македония се включват Спарта, Елида, илири, дардани и меди. През 211 г. пр. Хр. македонският цар нанася удари на дарданите при Синтия (в Пелагония) и на медите при Ямфорина (в поречието на Струма), но това не е достатъчно, за да подсигури границите си. Походът му в Пелопонес през 208 г. пр. Хр. е прекъснат, поради ново нашествие на дарданите. За да брани съюзниците си в Гърция на юг и самата Македония на север, Филип V е принуден да се откаже от плановете си за Илирия и Италия.

### Война в Елада
Благодарение на превъзходството си по море, римляните овладяват и разоряват съюзни на Македония крайбрежни градове – Антикира във Фокида (210 г. пр. Хр.) и Диме в Ахея (208 г. пр. хр.). През 209 г. пр. Хр. Картаген изпраща флота в подкрепа на Филип. Картагенският военачалник Бомилкар не се решава да даде морско сражение на римляните и пергамците и оттегля корабите си година по-късно след безрезултатни диверсии в района на Коркира и Коринтския залив. През 208 г. пр. Хр. пергамците също се оттеглят от гръцки води, тъй като земите им са нападнати от царя на Витиния Прусий, съюзник на Филип. С това пропадат опитите на римляните да овладеят Евбея и проливите около нея и по този начин, докато проходът Термопили е под контрола на етолийците, да преградят пътищата на Филип към Централна и Южна Гърция.
Към 208 – 207 г. пр. Хр. начело на новопостроената си флота Филип V отвоюва остров Закинтос. На два пъти нахлува дълбоко в Етолия и разорява главния ѝ град Терм.

### Мирни договори
Без достатъчно подкрепа от Рим, етолийците приемат посредничеството на Египет и Родос и към края на 206 г. пр. Хр. сключват сепаративен мир с Македония. С договора Етолийският съюз се отказва от териториите си в югоизточна Тесалия, завладени от Филип по време на войната.
Лишен от основния си съюзник в Гърция, Рим иска да сложи край на войната с Филип, за да насочи всичките си усилия към планираното нашествие срещу Картаген в Африка. През 205 г. пр. Хр. 11-хилядна римска войска начело с Публий Семпроний Тудитан е изпратена в Южна Илирия. Тудитан овладява партинската област и атакува крепостта Димал, но спира настъплението, когато разбира, че и изтощената от дългата война Македония е склонна на помирение. С договора, сключен в епирския град Фойнике, Македония и Рим прекратяват враждата помежду си, а Филип V запазва повечето от завоеванията си в Илирия.
Втората македонска война започва само пет години по-късно, този път заради завоевателните амбиции на Филип V в Егейско море.